# بيتر هولمز
بيتر هولمز (بالإنجليزية: Peter Holmes)‏ (18 نوفمبر 1980 المملكة المتحدة - ) هو لاعب كرة قدم بريطاني يلعب كلاعب وسط.

## وصلات خارجية
بيتر هولمز على موقع قاعدة بيانات كرة القدم.إي يو (الإنجليزية)
- بيتر هولمز على موقع Soccerbase.com (لاعب) (الإنجليزية)